# Onegai! Samia Don
Please! Psammea-don (яп. おねがい!サミアどん Онэгай! Самиа-дон, Пожалуйста! Самидон) — японский аниме-сериал, выпущенный студией Tokyo Movie Shinsa по мотивам английской сказки Эдит Несбит: Пятеро детей и Оно. Транслировался по телеканалу NHK с 2 апреля 1985 года по 4 февраля 1986 года. Всего выпущено 78 серий аниме. Сериал также транслировался на территории Франции, Испании , Италии и Кореи.

## Сюжет
Англия, 80-е годы. Трое детей: Кирилл, Роберт и Джейн находят песчаного маленького и неуклюжего джинна, последнего представителя своего рода. Каждый день он может исполнять по одному желанию. Однако после заката солнца магия перестаёт действовать и эффект желания исчезает. Сюжет строится на том, что каждый день дети загадывают очередное глупое желание и все в результате попадают в новые передряги.

## Роли озвучивали
- Кадзуо Аоки — Роберт
- Кэйко Хан — Самико
- Киёси Кавакубо — Самиадон
- Таку Такэмура — Сиру
- Ёсико Асай — Гарри
- Ёко Асагами — Анн